# 上島架橋

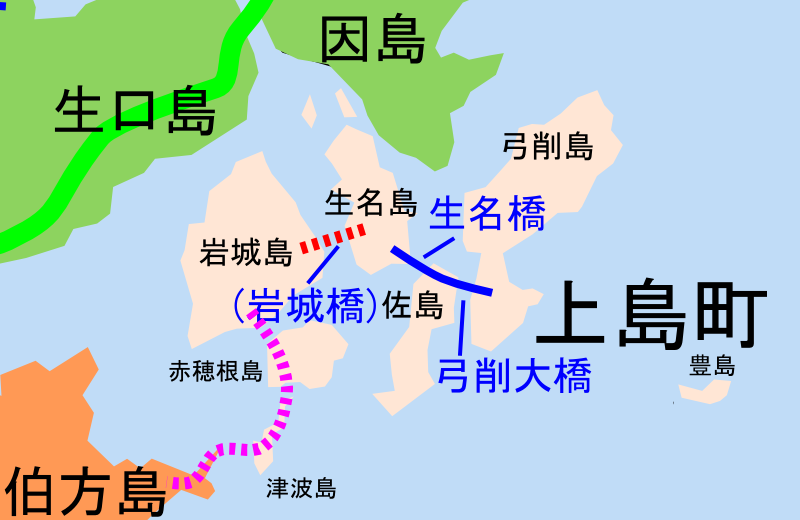
青色と赤色（いずれも完成）が上島架橋。ピンク色は超長期構想

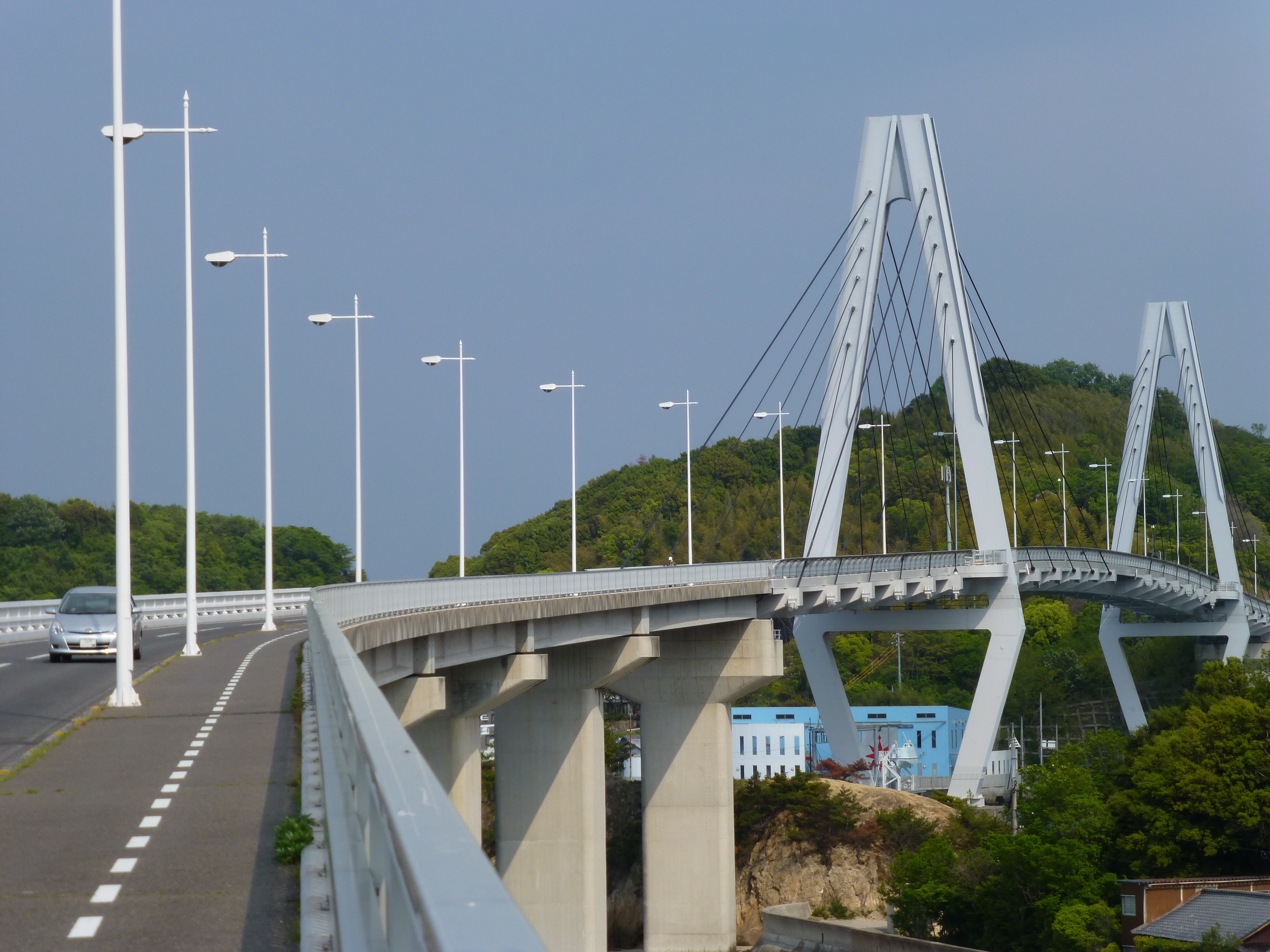
弓削大橋

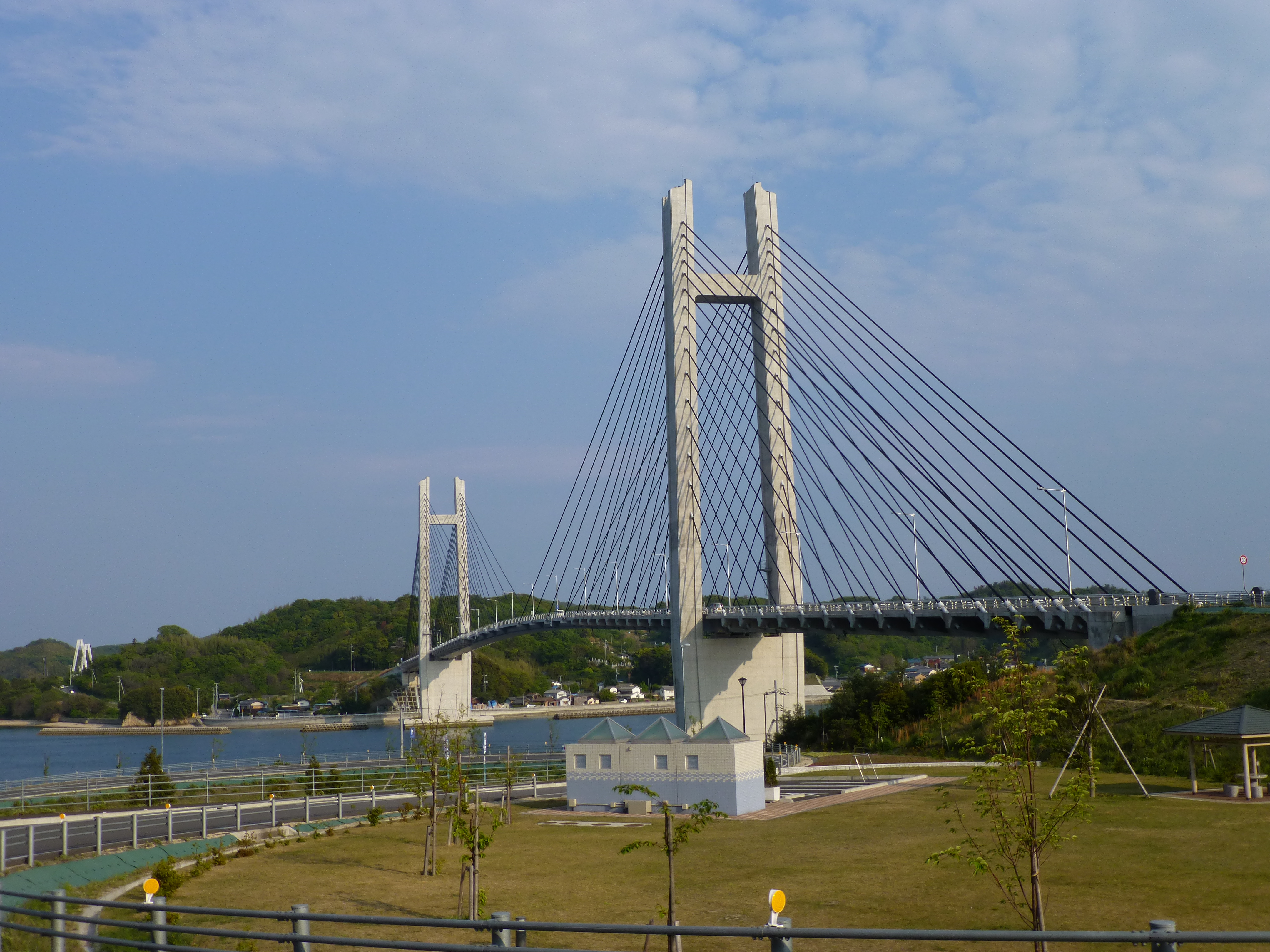
生名橋

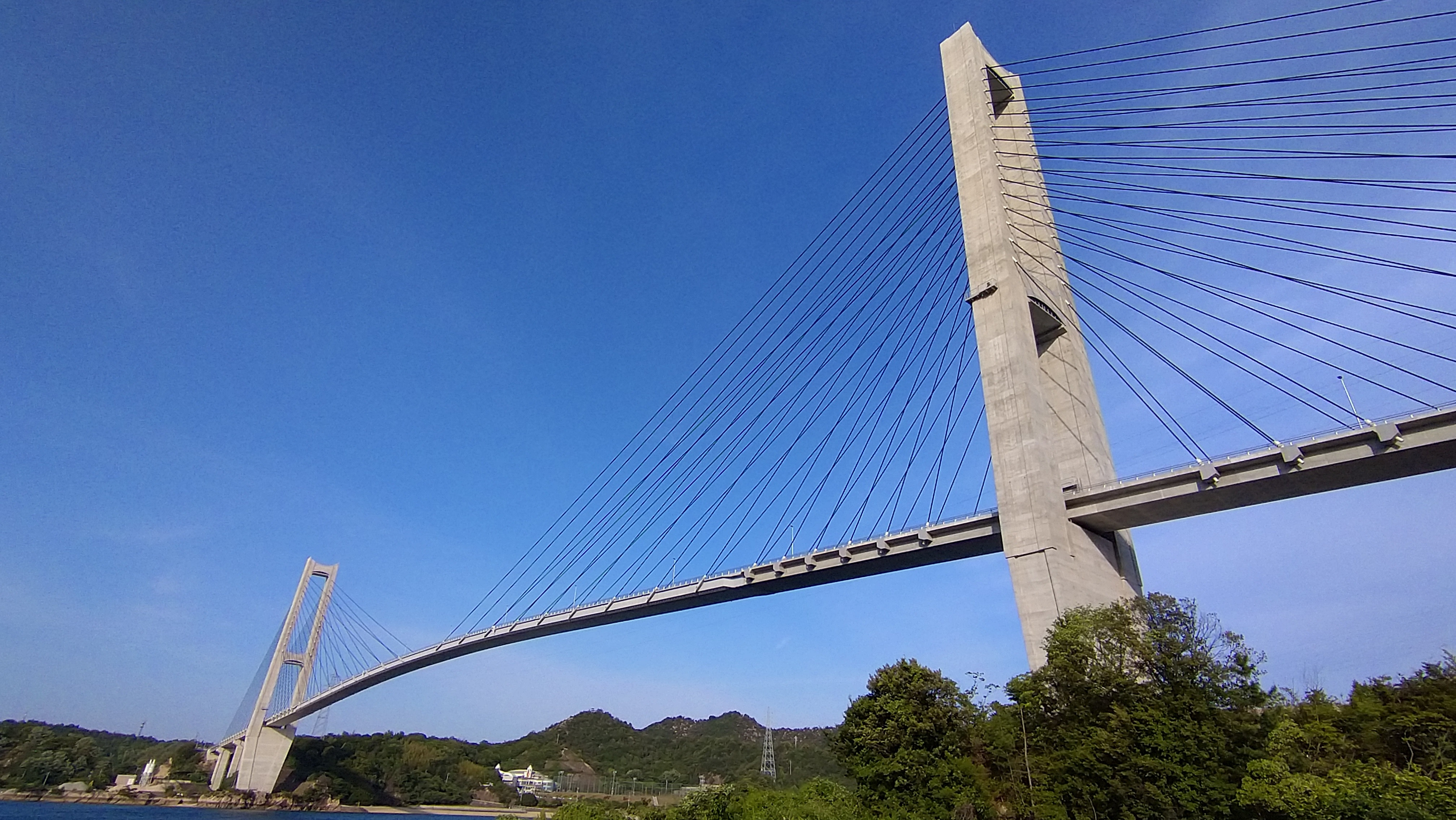
岩城橋

上島架橋（かみじまかきょう）は、愛媛県越智郡上島町の岩城島を起点とし生名島、佐島を経て弓削島へと至る、愛媛県道338号岩城弓削線（延長約6.1 km）に架けられる弓削大橋、生名橋、岩城橋の3橋の総称である。2014年に「ゆめしま海道」の愛称が制定された。

## 概要
上島町は、2004年（平成16年）10月、弓削町、生名村、岩城村、魚島村の1町3村が合併し誕生した新町で、愛媛県内では唯一の離島自治体である。町が発足した時点では、弓削、生名、岩城の三島とも、瀬戸内しまなみ海道が通る島、たとえば因島（広島県）との間にも橋がないので「町外」との行き来も海上交通に依存していた。1つの自治体としての一体感、アイデンティティ確立のためにも、三島が橋で結ばれることが必要と地元ではみている。さらに、離島性の根本的解消のため、岩城島から伯方島までの間の新たな架橋による瀬戸内しまなみ海道（西瀬戸自動車道）への連結が地元では望まれている。

## 弓削大橋
弓削島とその西側の佐島の間については、既に「弓削大橋」が1996年（平成8年）3月に完成している。

## 生名橋
生名橋（いきなばし）は、生名島と佐島に跨がる橋梁である。総事業費77億円をかけ、上島架橋としては弓削大橋に次いで2011年（平成23年）2月6日に供用開始した。平成23年度土木学会田中賞を受賞している。
2004年度より事業化が認められたものであり、2006年（平成18年）3月23日に起工式が行われ、2007年7月に着工した。完成目標は当初2010年3月頃としていたが、橋脚工事に想定以上の時間を要したため、予定より1年あまり遅れた。
橋梁形式は、長さ315 mの鋼桁による中央支間と長さ100 mのプレストレスト・コンクリート桁による側支間、これに鉄筋コンクリート構造の主塔で構成する3径間連続鋼・コンクリート混合斜張橋で、橋長は515 mである。
橋梁の建設にあたっては、愛媛県の財政事情を勘案してコストダウンを図っており、橋梁の幅員を7.5 mに抑制して車道幅員は5.0 mの1 - 1.5車線とし、橋の中央部に待避所を設けて大型車の離合を可能にしているが、将来の交通量増加による2車線化も視野に入れて対応可能な構造として設計されている。中央支間が500 m程度の橋梁としては日本で初めて鉄筋コンクリートによる主塔を採用した。現在は交通量増加に伴い、2車線になっている。

## 岩城橋
岩城橋は生名島と岩城島を結ぶ全長916 mの斜張橋である。愛媛県では当初、生名橋の建設中に岩城橋に着工する計画だったが、財政構造改革に伴う大規模事業見直しの一環として、着工を生名橋完成後に延期する方針としていた。2013年度（平成25年度）に国の関連予算が採択され、2015年度から用地買収を開始した。2017年（平成29年）7月19日に起工式がおこなわれ、2022年（令和4年）3月20日に開通した。
橋長916 m、主塔の高さは137.5 mと斜張橋としては日本でもトップクラスとなる。
すでに完成済の2橋と合わせて、遠く離れる魚島を除き、上島町の旧町村役場（現在は弓削以外は支所）間は「橋」で連結されることになった。